# Bobby Smith (Musiker)
 Robert Lewis „Bobby“ Smith (* 3. Januar 1907; † 6. Juni 1995) war ein US-amerikanischer Jazz- und Rhythm-&-Blues-Musiker (Altsaxophon, Arrangement, Komposition).

## Leben und Wirken
Smith, der aus Rhode Island stammte, spielte ab Anfang der 1940er-Jahre bei Erskine Hawkins, mit dessen Orchester erste Aufnahmen für Jubilee Records entstanden. Für Hawkins schrieb er „Tippin’ It“; der Titel wurde Hawkins’ größter Hit und wurde auch von Ralph Flanagan, Billy Vaughn, Johnny Hodges und Lou Donaldson gecovert. Mit eigener Band begleitete er Valaida Snow bei Plattenaufnahmen für Apollo, In diesem Jahrzehnt spielte er auch mit Willie Bryant. Ab 1949 nahm er unter eigenem Namen Jump-Blues- und R&B-Nummern wie „Dash Hound Boogie“ und „Buffalo Nickel“ für United und Apollo auf ; in seinen Bands spielten u. a. Duke Anderson, Julian Dash, Ace Harris, Bobby Johnson, Jimmy Harris, Haywood Henry, Sammy Lowe und Leroy Kirkland. In den 1950er-Jahren arbeitete er u. a. mit den Sängern Jimmy Mitchell und Sonny Knight, der Vokalband The Larks („Bad Pecker“, Apollo 431) und bei Lucky Millinder. 1978 nahm er mit Big Joe Turner auf, 1980 in Paris mit Jimmy Witherspoon. Letzte Aufnahmen entstanden 1983 mit Panama Francis, mit dem er auf dem Jazzfestival Bern auftrat. Nach Tom Lord war er zwischen 1943 und 1983 an 63 Aufnahmesessions beteiligt. In seinem Altsaxophonspiel war er von Johnny Hodges beeinflusst.

## Diskographische Hinweise
- Jazz at the Apollo (Official, ed. 1989)
- Tippin' It (Acrobat, ed. 2006)
- That's For Sure (Delmark Records, ed. 1996)